# Type-100 (пистолет-пулемёт)
Тип 100 (яп. 一〇〇式機関短銃 Hyaku-shiki kikan-tanjū) или Type 100 (англ.) — японский пистолет-пулемёт, использовавшийся во время Второй мировой войны, единственный серийный пистолет-пулемёт собственной японской разработки. Разработан и выпускался «Оружейной компанией Намбу» (Nambu Arms Manufacturing Company), детищем генерала Кидзиро Намбу.

## История
Первые опыты японских конструкторов по разработке собственных пистолетов-пулемётов относятся к тридцатым годам. На основе опытного образца пистолета-пулемёта Модель 2 и с учётом мнения Кавалерийской школы был успешно разработан новый опытный образец - Модель 3, два экземпляра которых были завершены к апрелю 1939 года для проведения испытаний.
В ходе этих испытаний также была проведена сравнительная стрельба с использованием нового образца пистолета-пулемёта Bergmann, использующего патроны 9×19 мм Парабеллум. Магазин пистолета-пулемёта Модель 2 вмещал 50 патронов и устанавливался снизу, тогда как в Модель 3 был предусмотрен магазин на 30 патронов, который устанавливался с левой стороны. Bergmann имел магазин на 32 патрона, устанавливаемый справа.
К этому этапу было изготовлено 14 экземпляров пистолетов-пулемётов Модель 2, и по результатам испытаний Модель 3 было признано, что она значительно превосходит первую модель по функциональности, точности стрельбы и удобству обращения. В дальнейшем разработка продолжалась исключительно на основе третьей модели. Внесённые изменения включали установку предохранителя, замену ударника на винтовой, изменение охлаждающей поверхности ствола, а также перемещение мушки вперёд. Эти доработки были применены к ранее изготовленным 10 экземплярам, в результате чего было выпущено 5 экземпляров Модель 3 модификации А и 5 экземпляров Модель 3 модификации B.

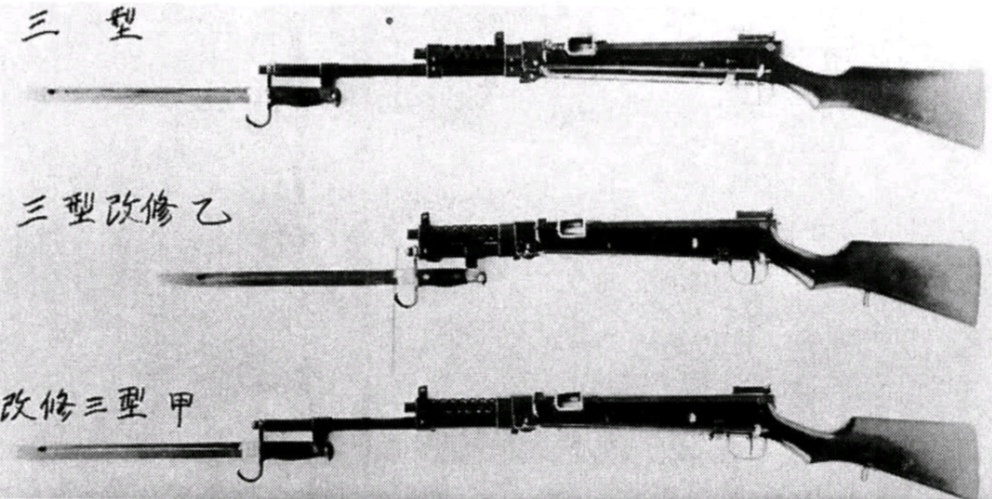
Сверху вниз: Модель 3, Модель 3B, Модель 3A.

Начальная скорость пули 8×22 мм Намбу составила около 335 метров в секунду, дальность прицела варьировалась от 50 до 600 метров. Вторые испытания Модель 3, включающие 12 экземпляров, состоялись в ноябре на полигоне Футцу. В ходе этих испытаний было использовано более 14 000 пистолетных патронов. При непрерывной стрельбе оружие становилось слишком горячим уже примерно после 600 выстрелов, а осечки возникали примерно после 1000 выстрелов, если ударник не обслуживался должным образом. Однако до 8000 выстрелов потери точности практически не наблюдалось.
Ноябрьские испытания показали, что пистолет-пулемёт Модель 3 работал исправно, без сбоев. Однако скорострельность была слишком высокой: для стрельбы из магазина на 30 патронов требовалось 2–2,5 секунды. Амортизатор и возвратная пружина были модифицированы, чтобы довести стандартную скорострельность до примерно 700 выстрелов в минуту.
В результате сравнительного анализа образцов A и B было принято решение об отказе от образца А в пользу образца B, который был доработан из образца А. В марте 1940 года на подземном стрельбище завода Намбу состоялась приёмочная проверка, отметившая, что хотя темп стрельбы ещё не была стабильным, он улучшился по сравнению с предыдущими испытаниями, и данное оружие впервые было передано армии.
Оружие было принято на вооружение японской армии в 1940 году, соответствующему 2600 году по японскому летоисчислению, поэтому оно было названо Тип 100 или Тип 0 (пистолет-пулемёт известен также под наименованием «2600»). Однако массовое производство началось лишь в 1942 году, когда бои с американскими частями, в достаточном количестве оснащёнными «томмиганами», показали преимущество этого вида оружия. Тип 100/40 производился на государственной оружейной фабрике «Кокура».
Устройство пистолета-пулемёта обычное — затвор свободный, выстрел происходит одновременно с закрыванием затвора, огонь только непрерывный, ствол защищён перфорированным кожухом, рожковый магазин примыкается слева.
Одним из достоинств этого пистолета-пулемёта считается его лёгкость, однако Тип 100/40 оснащён не только длинным прикладом, но и продолговатым цевьём, что увеличивает его вес до 3,8 кг. Согласно японским традициям, у оружия, по возможности, должен быть штык, поэтому пистолет-пулемёт снабжён креплениями для длинного штыка под стволом.
Специально для воздушно-десантных войск была разработана модификация со складным прикладом, она изготовлялась в Нагойе. Шарнир, расположенный сразу же за спусковой скобой, позволял сложить приклад вдоль правой стороны оружия.
Тип 100/40 имел ряд недостатков, включая частые задержки в работе механизма и слишком сложную технологию изготовления. Кроме того, опыт боевого применения показал, что использование штыка почти не давало никаких преимуществ. В результате в 1944 году на вооружение была принята новая модифицированная версия пистолета-пулемёта, известная как Тип 100/44. Она была гораздо дешевле в производстве, но по-прежнему имела возможность крепления штыка. Темп стрельбы этого варианта увеличен до 800 выстр/мин.
Тип 100 был оружием хорошего качества, с хромовым покрытием ствола. Главными недостатками японских пистолетов-пулемётов были слабый патрон 8 мм Nambu и малые объёмы выпуска.

## Конструкция
Тип 100/40 имел заключённый в перфорированный кожух ствол и цилиндрическую ствольную коробку, он снабжён ложей, напоминающей японские винтовки системы Арисака. Приёмник магазина располагался с левой стороны и был заметно наклонён вперёд, сам магазин, рассчитанный на 30 патронов, имел секторную форму. Такая конфигурация приёмника и магазина обуславливалась бутылочной формой гильзы. Для исключения перекосов при досылании магазин имел двухрядный выход.
Свободный затвор пистолета-пулемёта отличался двумя интересными особенностями. Ударник выполнялся в виде вывинчивающейся детали, что позволяло заменить при поломке только его, а не весь затвор. Кроме того, имелась специальная деталь, предотвращавшая накол капсюля до полного досылания патрона в патронник. Рукоятка взведения ходила в прорези, расположенной с правой стороны ствольной коробки. 
Под кожухом ствола в дульной части располагалась крупная цилиндрическая деталь, предназначенная для установки штыка. Кроме того, в редких случаях к ней крепилась двуногая сошка, повышавшая кучность стрельбы, а дульный срез мог оснащаться компенсатором. Наиболее грамотной инновацией японских конструкторов было хромирование канала ствола для предотвращения его коррозии во влажном тропическом климате.
Роль предохранителя играл сдвижной рычажок, расположенный в нижней части ложи перед спусковой скобой. Секторный прицел оснащался кольцевым целиком и располагался у затыльника ствольной коробки. Его разметка очерчена до 1500 м, что совсем не соответствовало мощности применяемого пистолетного патрона 8 мм Nambu, дульная энергия которого была примерно равна патрону 9×17 мм (.380 ACP).
С 1944 года Тип 100 стал выпускаться в несколько изменённом виде. Из-под ствола исчез цилиндр для установки штыка, при этом к Тип 100/44 по-прежнему можно было примкнуть винтовочный штык образца 1897 г. непосредственно к кожуху ствола. Дульный срез теперь оснащался компенсатором на перманентной основе. Вместо сложного секторного прицела новая модель оснащалась фиксированным кольцевым целиком, рассчитанным на стометровую дистанцию. Повысился темп стрельбы (800 выстр./мин вместо 700 выстр./мин). Остальные элементы конструкции остались прежними.

## Вариации

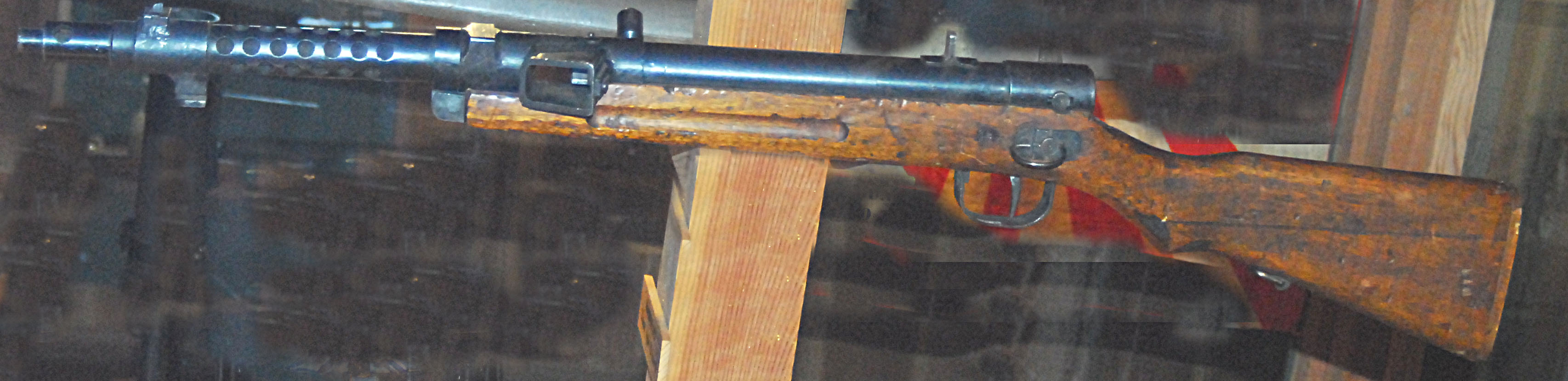
Экспонат в Гавайский музей Армии США

Во время войны было произведено три варианта пистолета-пулемёта: ранняя версия с сошками и креплением для штыка, со складным прикладом для парашютистов, версия 1944 года, адаптированная под условия производства в военное время. Последняя была немного длиннее и имела упрощенный прицел, грубо изготовленное ложе, плохую сварку. Несмотря на это, Тип 100 был достаточно лёгок и имел низкую отдачу, что положительно сказывалось на точности стрельбы. 30-зарядный коробчатый двухрядный магазин крепился с левой стороны.
Несмотря на все упрощения конструкции, промышленная инфраструктура Японской империи не смогла произвести достаточное количество пистолетов-пулемётов,  К 1945 году всего их было произведено 30 тысяч единиц, в то время как в США было выпущено более 1,3 млн пистолетов-пулемётов Томпсона.